# De La Mix Tape: Remixes, Rarities and Classics
Pour les articles homonymes, voir Mixtape (homonymie).
Albums de De La Soul
Live at Tramps, NYC, 1996
(2004) Days Off
(2004)
De La Mix Tape: Remixes, Rarities and Classics est une compilation de De La Soul, sortie le 8 juin 2004.

## Liste des titres
| No  | Titre                                                                                        | Album original                                                                   | Durée |
| --- | -------------------------------------------------------------------------------------------- | -------------------------------------------------------------------------------- | ----- |
| 1.  | Stakes Is High (Remix) (featuring Mos Def et Truth Enola – Produit par J Dilla)              | Inédit                                                                           | 4:49  |
| 2.  | Oodles of O's (Produit par Prince Paul)                                                      | De La Soul Is Dead                                                               | 3:32  |
| 3.  | Trouble in the Water (Interprété par DJ Honda featuring De La Soul – Produit par DJ Honda)   | Inédit                                                                           | 3:46  |
| 4.  | Piles and Piles of Demo Tapes Bi-Da Miles (Conley's Decision) (Produit par De La Soul)       | Inédit                                                                           | 4:06  |
| 5.  | I.C. Y'all (featuring Busta Rhymes – Produit par Rockwilder)                                 | Art Official Intelligence: Mosaic Thump                                          | 3:20  |
| 6.  | Big Brother Beat (featuring Mos Def – Produit par De La Soul)                                | Stakes Is High                                                                   | 3:44  |
| 7.  | More Than U Know (Interprété par Prince Paul featuring De La Soul – Produit par Prince Paul) | A Prince Among Thieves de Prince Paul                                            | 4:25  |
| 8.  | Sweet Dreams (Produit par De La Soul)                                                        | Inédit                                                                           | 3:27  |
| 9.  | The Magic Number (Produit par Prince Paul)                                                   | 3 Feet High and Rising                                                           | 3:16  |
| 10. | Potholes In My Lawn (Live) (Produit par De La Soul)                                          | Live at Tramps, NYC, 1996                                                        | 2:36  |
| 11. | The Hustle (featuring Da Beatminerz – Produit par Da Beatminerz)                             | America Is Dying Slowly (compilation au bénéfice de la recherche contre le sida) | 3:53  |
| 12. | Itsoweezee (HOT) (De La Soul Remix) (featuring Yankee B – Produit par De la Soul)            | Inédit                                                                           | 4:38  |
| 13. | Stakes Is High (DJ Spinna Original Vocal) (Produit par J Dilla et DJ Spinna)                 | Inédit                                                                           | 4:41  |
| 14. | Me Myself and I (Badmarsh + Shri Remix) (Produit par Prince Paul et Badmarsh + Shri)         | Inédit                                                                           | 4:02  |